# Heliotropium arboreum
Heliotropium arboreum — вид цветкового растения рода бурачник, семейства Бурачниковые. Он произрастает в тропической Азии, включая южный Китай (Тайвань и Хайнань), Мадагаскар, Малезийскую область, северную Австралию, а также на большинстве атоллов и высокогорных островов Микронезии и Полинезии. На Гавайях растение натурализовалось в современности. Изредка встречается на Малайском полуострове и в Сингапуре. Это типичный для прибрежных зон кустарник или небольшое дерево, низкорослое или среднего размера, высотой до 6 метров, на Науру отмечалась высота до 12 метров. Диаметр кроны примерно в полтора раза превышает высоту растения.Скорость роста относительно невелика — до 0,75 м в год. Продолжительность жизни неизвестна, но составляет несколько десятилетий.
Ствол покрыт светло-бурой или серой корой с глубокими трещинами. Для корневой системы характерны сильные вертикальные и боковые корни, позволяющие растению выдерживать шторм.
Листья светло-зелёные, опушённые, с серебристо-серым отблеском. Нижняя сторона молодого листа имеет шелковисто-белое опушение. Лист простой, обратнояйцевидной или обратноланцетной формы, слегка мясистый, длиной 10—30 см, шириной 3—12 см. Листорасположение очередное, спиральное. Листья собраны в пучки на концах побегов. Растение не сбрасывает старые листья, которые засыхают прямо на растении, образуя кожистый покров.
Соцветия опушённые, хорошо заметные, состоят из многочисленных сидячих белых цветков, собранных в многоветвистые конечные ложные зонтики.
Цветок диаметром 6 мм, высотой 2 мм. Чашечка и венчик пятилопастные. Дерево зацветает в возрасте нескольких лет, цветение продолжается почти непрерывно весь год. На атолле Мидуэй растение цветёт и даёт семена с мая по ноябрь. Цветки посещают пчёлы, осы, дневные и ночные бабочки. Является примером женской двудомности (гинодиэции) как переходной стадии к двудомности.
Плоды шаровидные, от светло-зелёного до буроватого цвета, длиной 5—8 мм, покрыты мелкими шипиками, распадаются на 2—4 многоорешка. В опробковевшую ткань заключено 2—4 семени.

## Таксономия, синонимы, местные названия
Первоначально описанный как Tournefortia argentea, он был переопределён как Argusia argentea и оставался под этим названием до недавнего времени. Впоследствии он был восстановлен до рода Tournefortia , а в 2003 году был переведен в род Гелиотроп под новым названием.
У вида обширный ареал и большое количество местных названий: amoloset (Трук, Лосап, Этал); chen (Острова Яп); evu, roronibebe (Фиджи); hunig, hunek, hunik (Марианские острова); irin (Науру); kiden (Маршалловы острова); sesen (Пингелап); sruhsruh (Кусаие); tahinu (Острова Общества); tai’inu, tau’unu (Острова Кука); taihuni (Ниуэ); tauhunu (Увеа, Токелау, Тувалу); tausuni (Самоа); tchel (Марианские острова); te re (Онотоа); te ren (Кирибати); titin (Понпеи); touhuni (Тонга); yamolehat (остров Полуват).
В английском языке растение носит названия «древесный гелиотроп» (tree heliotrope), «пляжный гелиотроп» (beach heliotrope), «бархатнолистный солдатский куст» (velvet leaf soldierbush) и «куст осьминога» (octopus bush).
В русском языке у растения существуют названия «аргузия серебристая», «гелиотроповое дерево». Предлагаемое научное название — гелиотроп Фёртера.

## Генетика
Гексаплоидный вид, 2n = 6x = 72. Единственный известный гексаплоидный вид в роде Tournefortia (если рассматривается в составе данного рода).

## Экология
Растение встречается на обращённом к морю краю зарослей. Произрастает совместно с Scaevola taccada, гибискусом липовидным (Hibiscus tiliaceus), теспезией обыкновенной (Thespesia populnea), ипомеей двулопастной (Ipomoea pes caprae) и вигной морской (Vigna marina). В сухих областях Маршалловых островов в зарослях данного вида имеется подлесок из травянистых растений Lepturus repens, Sida fallax, Portulaca spp. и Fimbristylis cymosa. На Гуаме вид встречается на сухих известняковых склонах совместно с Pemphis acidula и Bikkia tetandra. На атолле Куре растение образует леса, достигая высоты 5,5 м, и является ближайшим к океану видом растений.
Произрастает в условиях от экваториального до субтропического климата, встречается на высоте от 1 до 15 м над уровнем моря. Количество осадков в местах произрастания — 500—3000 мм в год, осадки сезонные или круглогодичные. Растение засухоустойчиво. Среднегодовая температура в местах произрастания +23—29 °C; растение теплолюбиво, минимальная переносимая температура +18 °C. Произрастает на лёгких, хорошо дренированных малоплодородных песчаных почвах, коралловых известняках, с тонким слоем гумуса и нейтральной реакцией. Выдерживает засоление почвы, избегает заболоченных почв. Является одним из видов пионерной растительности на океанских островах.
Светолюбивое растение. Выдерживает солёные брызги.

## Использование

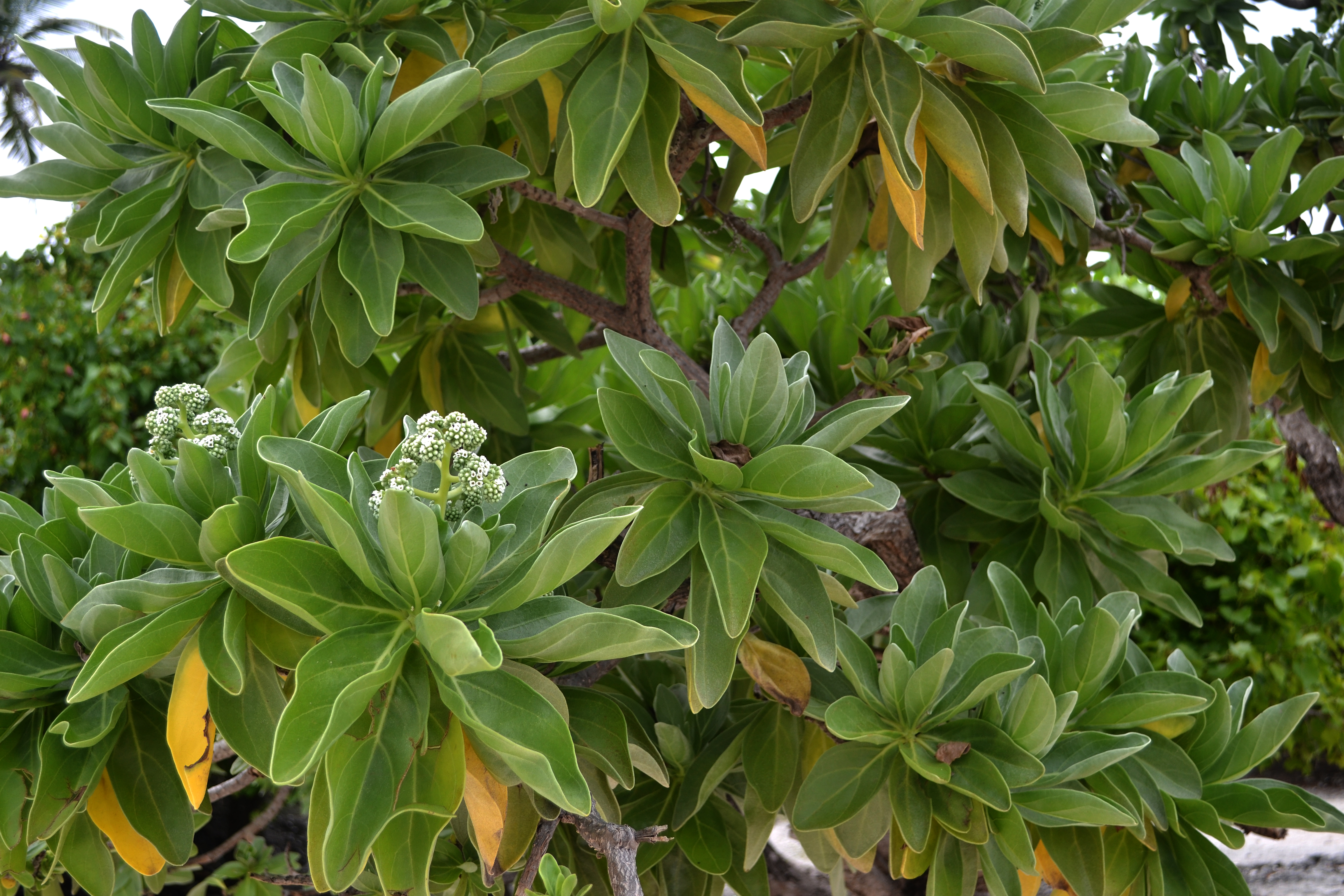

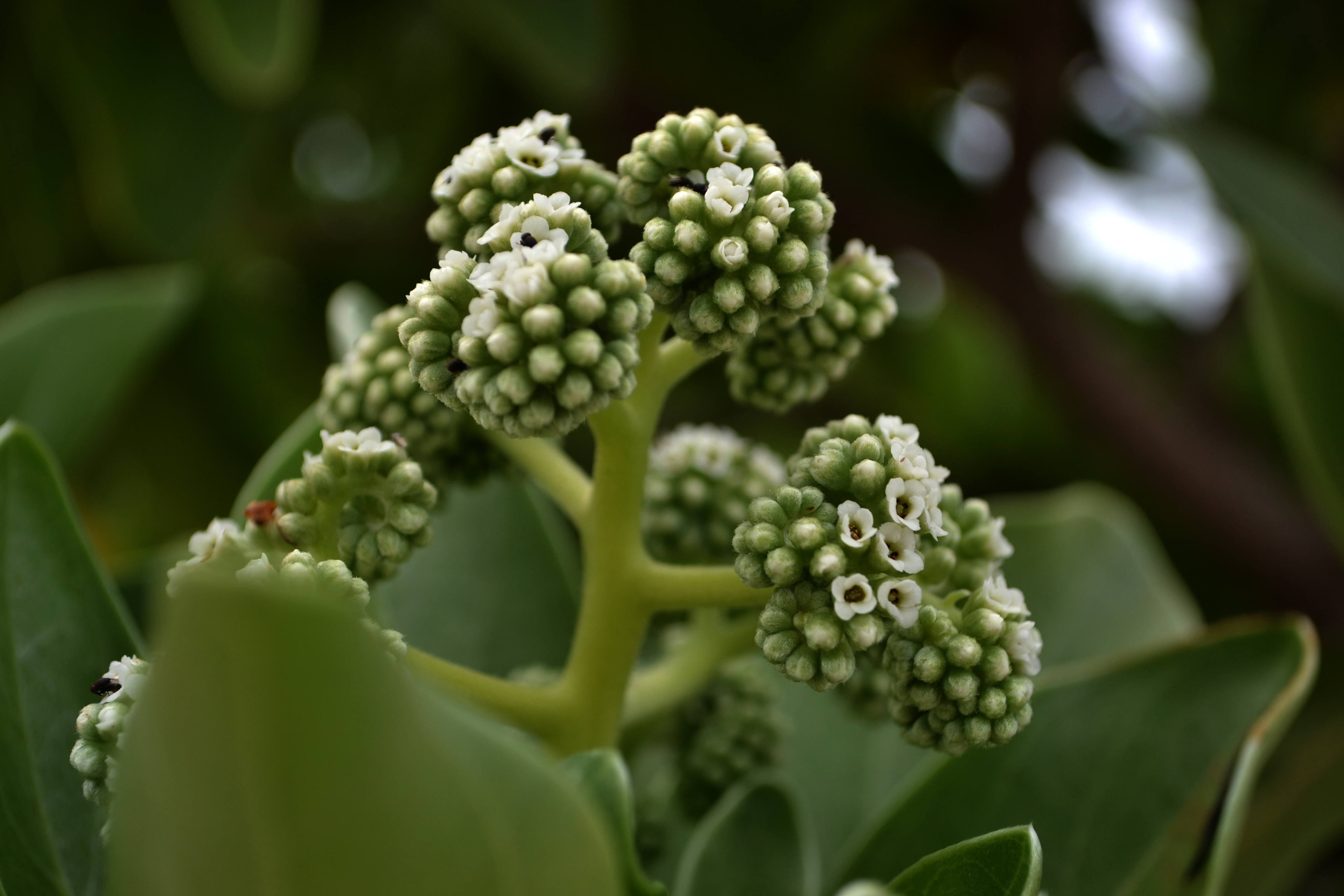
Цветок Heliotropium arboreum

В природе растение служит местом гнездования морских птиц (красноногая олуша и большой фрегат) и естественным барьером для солёных морских брызг. Корневая система закрепляет почвенный слой. Листва растения является источником гумуса.

### Листья
На Мальдивах листья часто использовались в качестве пищи во время голода. На Кирибати листья ели рыбаки. В Индии листья также используются в пищу; считается, что по вкусу они напоминают петрушку. На Токелау листья использовали как приманку для рыбы. На Науру и Токелау листьями растения кормили свиней. На Токелау листья использовали в качестве пряности при приготовлении свинины. На Таити из листьев получали красный краситель. Измельчённые листья применяются в качестве дезодоранта.

### Цветы
Цветы растения используются для плетения традиционных цветочных гирлянд леи.

### Древесина
Древесина Heliotropium arboreum обычно используется для изготовления поделок, инструментов, постройки каноэ и, в Полинезии, оправ для плавательных очков. На Кусайе древесина используется как строительный материал. Из-за своей доступности Heliotropium arboreum используется в качестве дров, в результате чего в некоторых районах он стал редкостью. На Кирибати древесина использовалась для добывания огня при помощи трения.

### Медицина
Растение используется на многих островах Тихого океана в качестве средства народной медицины для лечения сигуатеры, вызванной сильными сигуатоксинами, вырабатываемыми микроскопическими водорослями Gambierdiscus. Ученые из Института исследований развития (IRD) и Института Луи Маларда во Французской Полинезии и Института Пастера в Новой Каледонии изучают химию растений и считают, что стареющие листья содержат розмариновую кислоту и ее производные, которые известны своими противовирусными, антибактериальными, антиоксидантными и противовоспалительными свойствами. Исследователи считают, что розмариновая кислота удаляет сигуатоксины из мест их действия, а также является противовоспалительным средством.
На Науру из меристемы и внутреннего слоя коры корня делают снадобье для лечения детских сыпей и диареи. На Маршалловых островах из листьев готовят лечебный чай и используют их для остановки кровотечения и лечения синяков.
На островах Тонга настой из листьев используется для лечения отравлений рыбой, а также для лечения инфицированны ран и уколов шипами некоторых ядовитых рыб.

### Магия
На Маршалловых островах тела покойных омывали морской водой, настоянной на листьях. На острове Намолук (Микронезия) молодые неразвернувшиеся листья использовались для лечения людей, поражённых духами моря. В любовной магии используется молодой цветонос. Также на Намолуке древесина использовалась для исцеления болезней, полученных при нарушении табу, связанных с морем.

## Культивирование
Растение выращивается как источник тени в домашних садах. Пригодно для выращивания в ёмкостях и формирования бонсаи. Сильной обрезки не переносит. Сорта и иные вариации в культуре неизвестны.
В культуре размножается семенами, черенками и воздушными отводками. Прорастание семян занимает 2—4 недели, высеваются в хорошо дренированную песчанистую почву. Черенки длиной 15—30 см, одревесневшие или полуодревесневшие, укореняются через 3—6 недель. При вегетативном размножении саженцы зацветают в возрасте 1—2 лет.

Вредителей относительно немного, в Микронезии и Индо-Австралии может поражаться личинками бабочки Utetheisa pulchelloides из семейства Erebidae. На влажных почвах страдает от загнивания корней. Известен случай поражения грибком Sclerotium rolfsii.

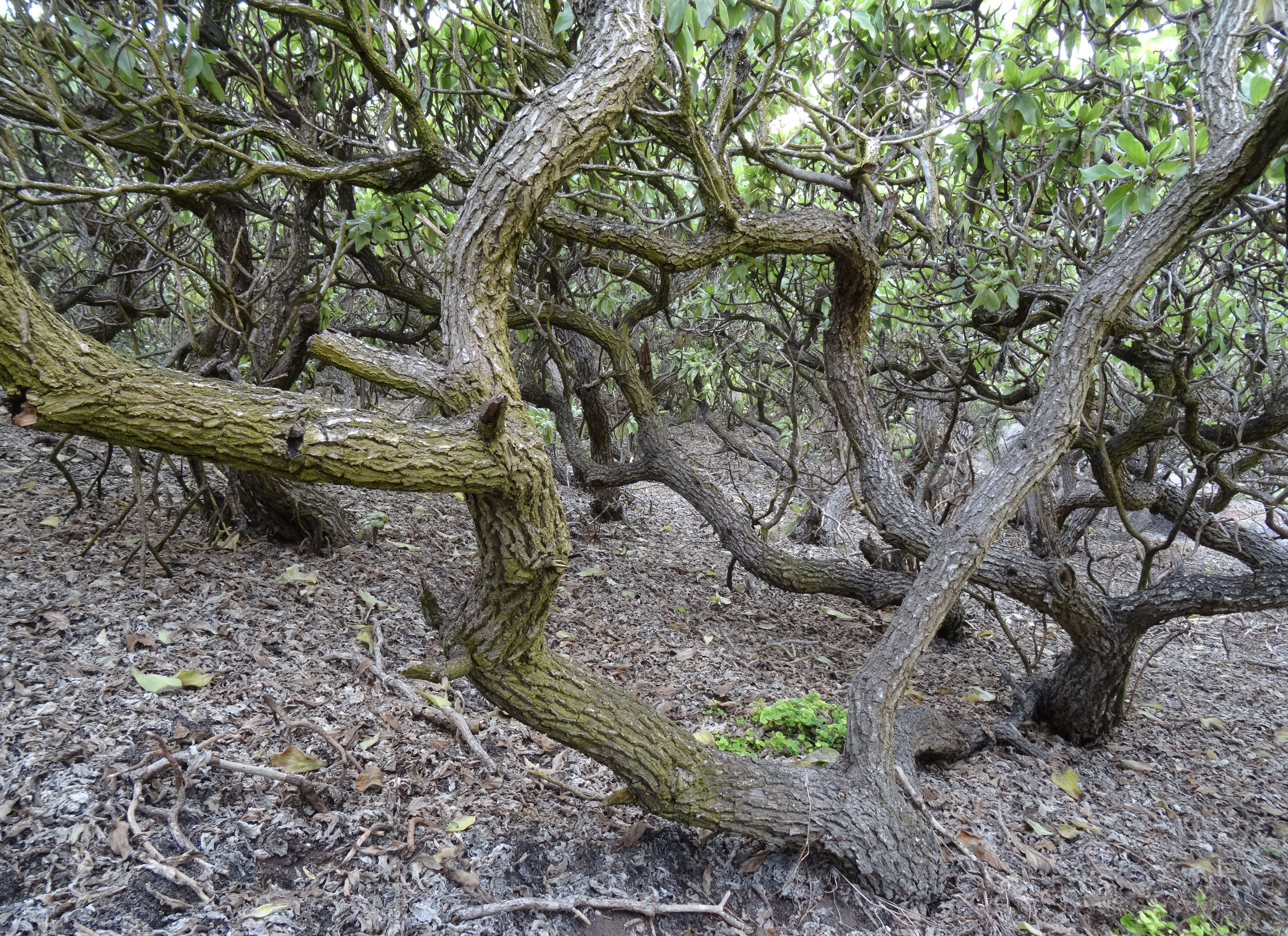
Лес из Heliotropium arboreum (= H. foertherianum)
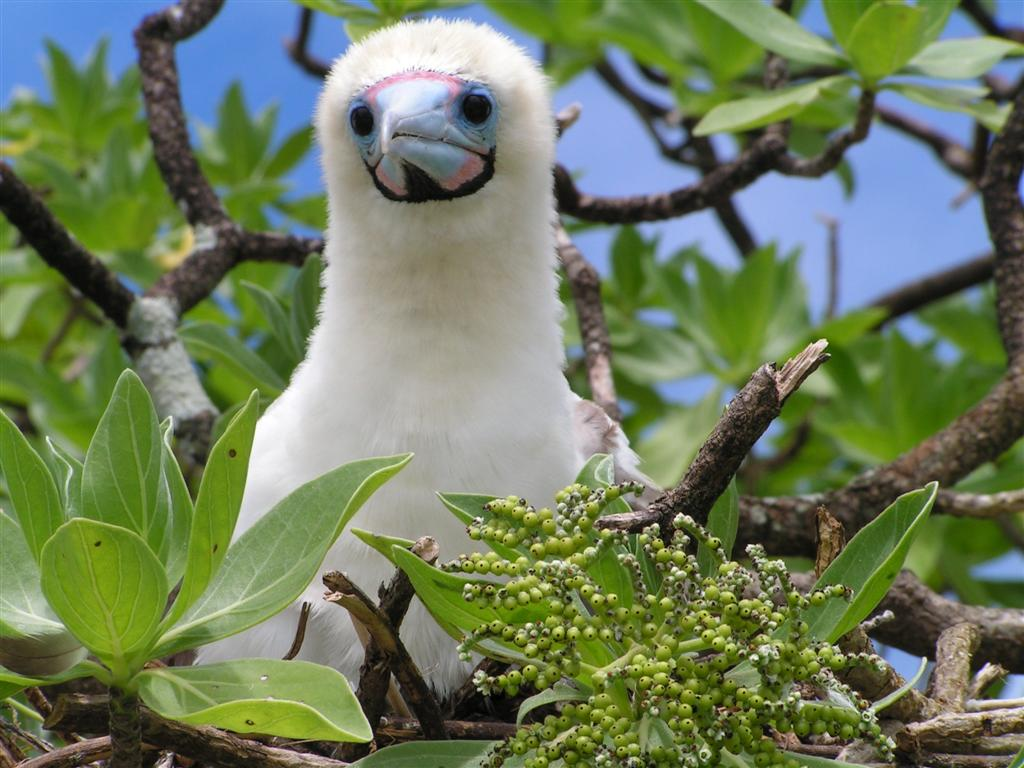
Красноногая олуша в кроне растения.
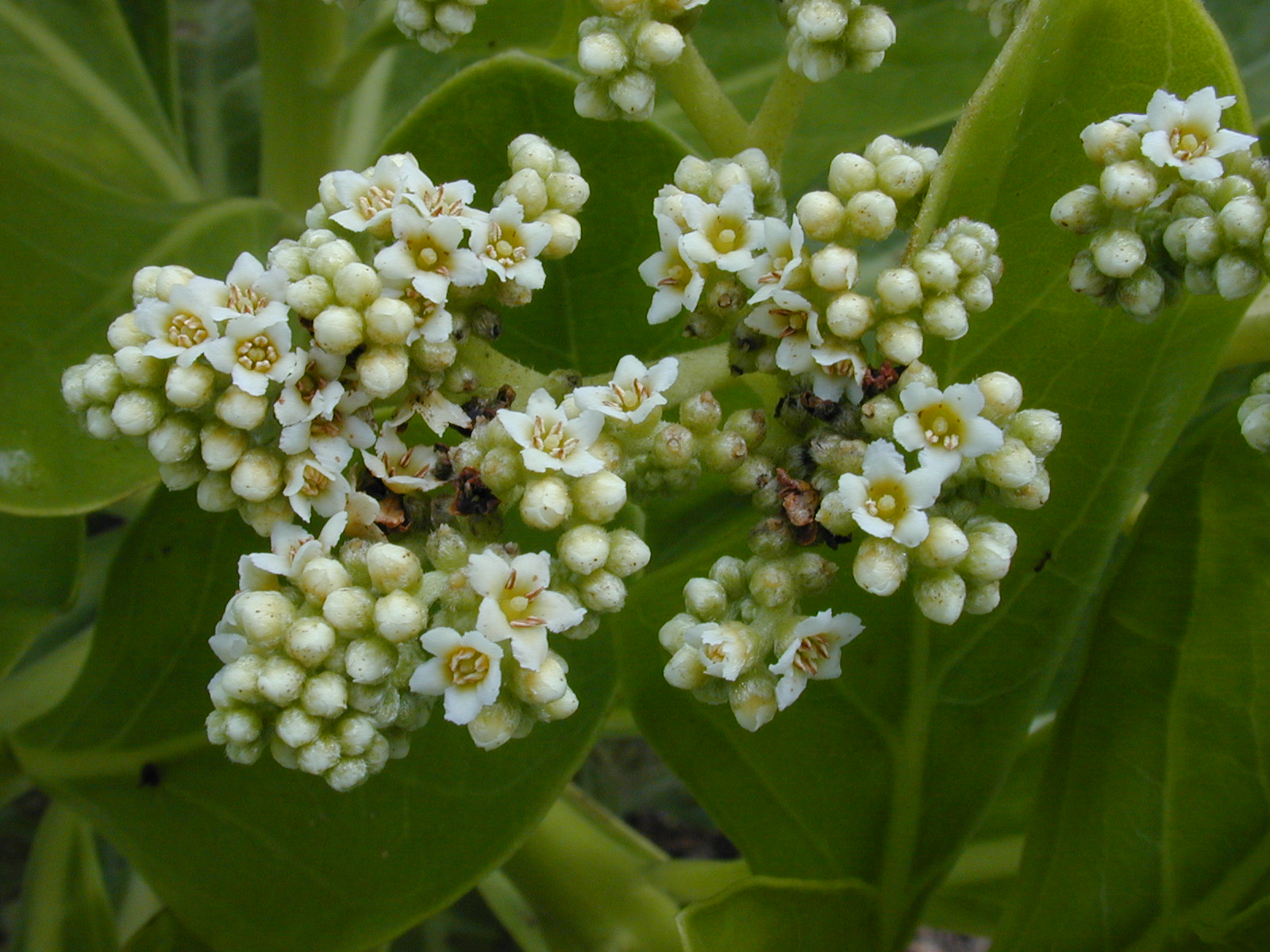
Цветки крупным планом
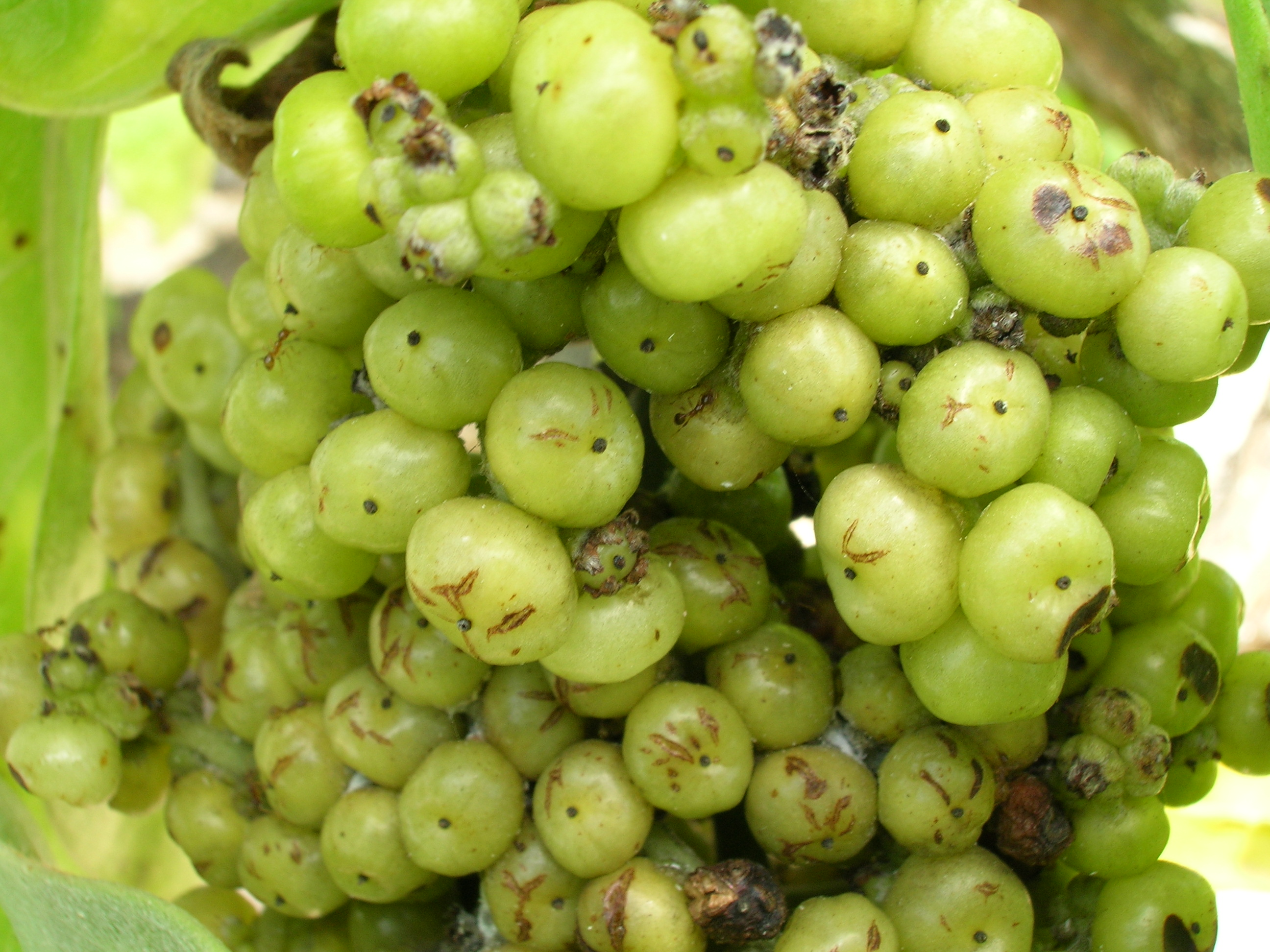
Плоды растения. Капапа, остров Оаху, Гавайи.